# 金鍾甲
金 鍾甲（キム・ジョンガプ、김종갑）は大韓民国の軍人、国会議員。太極武功勲章授与者。

## 経歴
1922年10月、忠清南道舒川に生まれる。京都府の桃山中学校卒業。1940年、延禧専門学校英文科卒業。
学徒出陣の際、呂運亨を尋ねると「この戦争はいずれ日本が負ける。その時こそ独立を勝ち取る時だ。行けば3分の2は戦死するだろうが、独立すれば軍隊が要る。行って生き残り、建国の礎になってくれたまえ」と言われたので福知山予備士官学校に入校し、卒業後は岸和田の独立山砲隊に配属され、種子島で終戦を迎えた。
1945年9月、帰国。
1946年1月28日付で軍事英語学校を卒業して少尉に任官（軍番10030番）。同年3月、任中尉。4月、春川で第8連隊の創設に任じ、同連隊A中隊長。12月に編成が完結すると副連隊長（大尉）。
1947年3月10日、陸軍本部作戦教育処長（少領）。7月20日、警備士官学校憲兵課長。10月30日、総司令部に軍紀司令部が設置され、初代司令官に就任。12月1日、第6連隊長。
1949年4月、陸軍士官学校生徒隊長。8月12日、第18連隊長（大領）。11月13日、第7師団参謀長。
1950年6月、朝鮮戦争が勃発してソウルが陥落すると始興戦闘司令部参謀長。同年7月5日、始興戦闘司令部が第1軍団に改編されると同軍団の作戦参謀となる。9月16日、第1軍団参謀長。軍団長を補佐し、9月に准将に昇進した。
1950年12月、第9師団長に任命され、後方のゲリラ討伐を指揮した。3月、陸軍本部防衛局長。第5軍団長。1951年11月、第2訓練所長。
1952年8月、第5師団長。東部で北朝鮮軍第9師団と351高地の争奪戦を繰り広げた。1953年1月、少将に昇進し、5月にアメリカ陸軍指揮幕僚大学に留学。1954年6月に帰国し、第5師団長に復帰。
1955年8月、陸軍大学副総長。のちに陸軍本部管理局長代理を務め、1956年7月に中将昇進と同時に予備役編入となった。編入後は国防部次官に任命された。1963年、第6代国会議員（保寧・舒川区、民主共和党）に当選し、国会国防委員長。1972年、善仁財団理事。